# Kayabaşı, Ordu
Kayabaşı là một xã thuộc thành phố Ordu, tỉnh Ordu, Thổ Nhĩ Kỳ. Dân số thời điểm năm 2010 là 2.353 người.